# Nikolaj Pavlovič Ščedrin
Nikolaj Pavlovič Ščedrin, in russo Николай Павлович Щедрин? (Petropavl, 1858 – Kazan', 1º ottobre 1919), è stato un rivoluzionario russo, fondatore dell'Unione operaia della Russia meridionale.

## Biografia
Figlio d'un ingegnere, era stato espulso dal ginnasio per la sua mancanza di disciplina e di riguardi nei confronti degli insegnanti. Nel 1876 si trasferì a Pietroburgo per frequentarvi l'Università, ed entrato in contatto con membri della Zemlja i Volja, fino al 1879 andò a fare propaganda rivoluzionaria dai contadini della regione di Saratov.
Con la scissione all'interno di Zemlja i Volja, aderì al gruppo di Plechanov Ripartizione nera e passò a Kiev per organizzarvi un'associazione operaia. Insieme a Elizaveta Koval'skaja fondò nel 1880 l'Unione operaia della Russia meridionale seguendo l'esempio dell'Unione operaia fondata l'anno prima da Pavel Aksel'rod.
Con il loro attivismo riuscirono in breve a riunire seicento operai delle diverse fabbriche e officine della città. Convinti che una rivoluzione fosse imminente, non si facevano scrupolo di svolgere un'aperta propaganda, incentrata su rivendicazioni economiche da strappare ai padroni delle fabbriche con ogni mezzo. Questo «terrorismo economico» diede qualche frutto, ma li espose presto alla repressione della polizia. Arrestati il 22 ottobre 1880, il 29 maggio 1881 Ščedrin fu condannato alla pena di morte, che gli fu però commutata nei lavori forzati a vita, la stessa pena comminata alla Koval'skaja.
Insieme con la Koval'skaja e con Sofija Bogomolec, un altro membro dell'Unione, fu inviato in Siberia. A Irkutsk le due donne tentarono la fuga ma furono riprese qualche giorno dopo. Quando Ščedrin venne a sapere che erano state oltraggiate dal comandante della guardia, lo prese a pugni. Il gesto fu conosciuto e ammirato in città, e la moglie del governatore di Irkutsk fece pervenire a Ščedrin fiori e vino. Tuttavia il tribunale locale lo condannò a morte, annullando poi la pena ma imponendogli l'obbligo dei ferri ai piedi e di essere incatenato a una carriola.
In queste condizioni fu trasportato e rinchiuso nel carcere di Kara, poi venne trasferito a Pietroburgo e rinchiuso dapprima nella fortezza Pietro e Paolo e in seguito in quella di Šlissel'burg. Qui finì con l'impazzire e nel 1896 venne internato nella clinica psichiatrica di Kazan' da dove non uscì più, terminandovi i suoi giorni il 1º ottobre 1919.